# Berner Sport Club Young Boys 2006-2007
Questa voce raccoglie le informazioni riguardanti il Berner Sport Club Young Boys nelle competizioni ufficiali della stagione 2006-2007.

## Stagione
Nella stagione 2006-2007 lo Young Boys, allenato da Gernot Rohr, Erminio Piserchia e Martin Andermatt, concluse il campionato di Super League al 4º posto. In Coppa Svizzera lo Young Boys fu eliminato ai quarti di finale dal Wil. In Coppa UEFA lo Young Boys fu eliminato al secondo turno preliminare dall'Olympique Marsiglia.

## Rosa
| N. |                     | Ruolo | Calciatore          |
| -- | ------------------- | ----- | ------------------- |
| 1  | Svizzera (bandiera) | P     | Marco Wölfli        |
| 3  | Svizzera (bandiera) | D     | Ronny Hodel         |
| 4  | Brasile (bandiera)  | D     | Tiago Calvano       |
| 7  | Brasile (bandiera)  | A     | Marcos              |
| 10 | Svizzera (bandiera) | C     | Hakan Yakın         |
| 11 | Svizzera (bandiera) | C     | Davide Chiumiento   |
| 13 | Svizzera (bandiera) | D     | Christian Schwegler |
| 14 | Svizzera (bandiera) | C     | Joël Magnin         |
| 15 | Svizzera (bandiera) | A     | Thomas Häberli      |
| 16 | Svizzera (bandiera) | C     | Mario Raimondi      |
| 17 | Svizzera (bandiera) | D     | Davide Redzepi      |
| 18 | Italia (bandiera)   | P     | Matteo Gritti       |
| 19 | Spagna (bandiera)   | C     | Carlos Varela       |

| N. |                           | Ruolo | Calciatore              |
| -- | ------------------------- | ----- | ----------------------- |
| 20 | Turchia (bandiera)        | C     | Erhan Kavak             |
| 21 | Cina (bandiera)           | A     | Shi Jun                 |
| 22 | Svizzera (bandiera)       | C     | Xavier Hochstrasser     |
| 23 | Australia (bandiera)      | C     | Jordan Simpson          |
| 24 | Togo (bandiera)           | C     | Yao Aziawonou           |
| 25 | Rep. del Congo (bandiera) | D     | Igor N'Ganga            |
| 27 | Francia (bandiera)        | A     | Franck Madou            |
| 28 | Svizzera (bandiera)       | P     | Dominique Aebi          |
| 29 | Guinea (bandiera)         | D     | Kamil Zayatte           |
| 30 | Costa d'Avorio (bandiera) | C     | Gilles Yapi Yapo        |
| 31 | Ghana (bandiera)          | A     | Joetex Asamoah Frimpong |
| 33 | Finlandia (bandiera)      | D     | Toni Kallio             |

## Organigramma societario
Area tecnica
- Allenatore: Martin Andermatt
- Allenatore in seconda: Erminio Piserchia
- Preparatore dei portieri: Peter Kobel
- Preparatori atletici: Michael Lindeman

## Calciomercato

### Sessione estiva
| Acquisti | Acquisti            | Acquisti            | Acquisti |
| R.       | Nome                | da                  | Modalità |
| -------- | ------------------- | ------------------- | -------- |
| C        | Davide Chiumiento   | Le Mans             |          |
| C        | José Delfim         | Olympique Marsiglia |          |
| P        | Matteo Gritti       | Lugano              |          |
| C        | Xavier Hochstrasser | Servette            |          |
| A        | Marcos              | Espérance           |          |
| D        | Ljubo Miličević     | Thun                |          |
| D        | Davide Redzepi      | Modena              |          |
| C        | Jordan Simpson      | Brisbane Roar       |          |

| Cessioni | Cessioni         | Cessioni          | Cessioni |
| R.       | Nome             | a                 | Modalità |
| -------- | ---------------- | ----------------- | -------- |
| D        | Miguel Portillo  | Vaduz             |          |
| C        | Yao Aziawonou    | Lucerna           |          |
| C        | Gürkan Sermeter  | Aarau             |          |
| P        | Patrick Bettoni  | Thun              |          |
| D        | Patrick Gerhardt | Concordia Basilea |          |
| C        | Matthias Hadorn  | Young Boys II     |          |
| C        | Pirmin Schwegler | Bayer Leverkusen  |          |
| P        | Pascal Werro     | Grenchen          |          |

### Sessione invernale
| Acquisti | Acquisti                | Acquisti | Acquisti |
| R.       | Nome                    | da       | Modalità |
| -------- | ----------------------- | -------- | -------- |
| A        | Joetex Asamoah Frimpong | Sfaxien  |          |
| D        | Toni Kallio             | Molde    |          |
| D        | Kamil Zayatte           | Lens     |          |
| C        | Yao Aziawonou           | Lucerna  |          |

| Cessioni | Cessioni      | Cessioni            | Cessioni |
| R.       | Nome          | a                   | Modalità |
| -------- | ------------- | ------------------- | -------- |
| A        | João Paulo    | Strasburgo          |          |
| D        | Steve Gohouri | Borussia M'gladbach |          |

## Risultati

### Super League

#### Prima fase, girone di andata
| Arbitro: | Rogalla |

|            |           |           |
| Varela 38’ | Marcatori | 45’ Ergić |

| Thun 23 luglio 2006, ore 16:00 CEST 2ª giornata | Thun       | 0 – 0 referto | Young Boys | Stadion Lachen (7 500 spett.)\| Arbitro: \| Zimmermann \| |
| Arbitro:                                        | Zimmermann |               |            |                                                           |

| Arbitro: | Busacca |

|                                |           |                          |
| Yakın 23’ Marcos 24’ Paulo 78’ | Marcatori | 49’ Diethelm 81’ Paquito |

| Arbitro: | Laperrière |

|                                       |           |            |
| Abdi 10’ Raffael 15’ Cesar 54’ (rig.) | Marcatori | 25’ Varela |

| Arbitro: | Salm |

|                 |           |             |
| Gohouri 8’, 49’ | Marcatori | 9’ Di Zenzo |

| Arbitro: | Circhetta |

|  |           |             |
|  | Marcatori | 53’ Gohouri |

| Arbitro: | Studer |

|                      |           |  |
| Miličević 90’ (aut.) | Marcatori |  |

| Arbitro: | Salm |

|             |           |                                  |
| Häberli 45’ | Marcatori | 10’ Sutter 18’ Ristić 29’ Santos |

| Arbitro: | Rogalla |

|                                      |           |             |
| Tachie-Mensah 38’ Aguirre 85’ (rig.) | Marcatori | 44’ Häberli |

#### Prima fase, girone di ritorno
| Arbitro: | Laperrière |

|                           |           |                    |
| Caicedo 62’ Cristiano 86’ | Marcatori | 54’ Shi 56’ Marcos |

| Arbitro: | Bertolini |

|                                              |           |  |
| Paulo 27’ Raimondi 45’, 73’ Häberli 54’, 66’ | Marcatori |  |

| Arbitro: | Busacca |

|                                 |           |           |
| Mettomo 17’, 47’ Cantaluppi 44’ | Marcatori | 2’ Varela |

| Arbitro: | Rutz |

|                       |           |  |
| Paulo 12’ Häberli 15’ | Marcatori |  |

| Arbitro: | Bertolini |

|              |           |  |
| Carlitos 63’ | Marcatori |  |

| Arbitro: | Studer |

|                             |           |                    |
| Hochstrasser 65’ Marcos 85’ | Marcatori | 90’ (aut.) Calvano |

| Arbitro: | Circhetta |

|                          |           |                     |
| Yakın 67’, 83’ Paulo 73’ | Marcatori | 72’ Tarone 84’ Neri |

| Arbitro: | Wildhaber |

|            |           |                       |
| Ristić 69’ | Marcatori | 51’ (rig.), 58’ Yakın |

| Arbitro: | Petignat |

|                                             |           |  |
| Yakın 10’ (rig.) Häberli 14’ Chiumiento 33’ | Marcatori |  |

#### Seconda fase, girone di andata
| Arbitro: | Laperrière |

|  |           |                                   |
|  | Marcatori | 24’, 68’ Chipperfield 37’ Caicedo |

| Arbitro: | Kever |

|          |           |  |
| Abdi 39’ | Marcatori |  |

| Arbitro: | Zimmermann |

|                             |           |              |
| Marcos 8’ Frimpong 36’, 67’ | Marcatori | 79’ Ferreira |

| Arbitro: | Petignat |

|                   |           |  |
| Shi 60’ Yakın 68’ | Marcatori |  |

| Arbitro: | Circhetta |

|             |           |         |
| Tchouga 60’ | Marcatori | 89’ Shi |

| Arbitro: | Grossen |

|             |           |            |
| Aguirre 51’ | Marcatori | 46’ Varela |

| Arbitro: | Kever |

|             |           |  |
| Häberli 13’ | Marcatori |  |

| Arbitro: | Circhetta |

|  |           |           |
|  | Marcatori | 87’ Yakın |

| Arbitro: | Studer |

|            |           |              |
| Häberli 2’ | Marcatori | 88’ Sermeter |

#### Seconda fase, girone di ritorno
| Arbitro: | Circhetta |

|                 |           |           |
| T'adewosyan 10’ | Marcatori | 69’ Madou |

| Arbitro: | Rogalla |

|                          |           |  |
| Raimondi 32’ Häberli 59’ | Marcatori |  |

| Arbitro: | Laperrière |

|          |           |                        |
| León 45’ | Marcatori | 6’ Yakın 66’ Schwegler |

| Arbitro: | Circhetta |

|               |           |           |
| Yapi Yapo 38’ | Marcatori | 84’ Garat |

| Arbitro: | Steiner |

|                              |           |             |
| Marcos 35’, 76’ Raimondi 38’ | Marcatori | 74’ Tchouga |

| Arbitro: | Busacca |

|                  |           |  |
| Saborío 15’, 60’ | Marcatori |  |

| Arbitro: | Studer |

|  |           |             |
|  | Marcatori | 51’ Häberli |

| Arbitro: | Wermelinger |

|                      |           |                                  |
| Marcos 59’ Yakın 76’ | Marcatori | 37’ Santos 60’ Alphonse 89’ Abdi |

| Arbitro: | Bertolini |

|                           |           |  |
| Sterjovski 2’ Eduardo 16’ | Marcatori |  |

### Coppa Svizzera
| 27 agosto 2006, ore 15:00 CEST Primo turno | Monthey | 0 – 1 | Young Boys |  |

| 29 settembre 2006, ore 19:45 CEST Secondo turno | Neuchâtel Xamax | 0 – 3 | Young Boys |  |

| 12 novembre 2006, ore 14:00 CET Ottavi di finale | Young Boys | 3 – 0 | Sion |  |

| 15 marzo 2007, ore 19:45 CET Quarti di finale | Wil | 2 – 1 | Young Boys |  |

### Coppa UEFA

#### Preliminari
| Arbitro: | Saliy |

|               |           |                                      |
| Grigoryan 90’ | Marcatori | 22’ Marcos 50’ Raimondi 86’ Sermeter |

| Arbitro: | Jareci |

|             |           |  |
| Häberli 85’ | Marcatori |  |

| Arbitro: | Brugger |

|                                |           |                          |
| Yakın 20’ Paulo 49’ Marcos 73’ | Marcatori | 18’ Zubar 44’, 57’ Niang |

| Marsiglia 24 agosto 2006, ore 20:45 CEST Secondo turno - ritorno | Olympique Marsiglia | 0 – 0 referto | Young Boys | Stadio Vélodrome (40 000 spett.)\| Arbitro: \| Bozinovski \| |
| Arbitro:                                                         | Bozinovski          |               |            |                                                              |

## Statistiche

### Statistiche di squadra
| Competizione   | Punti | In casa | In casa | In casa | In casa | In casa | In casa | In trasferta | In trasferta | In trasferta | In trasferta | In trasferta | In trasferta | Totale | Totale | Totale | Totale | Totale | Totale | DR  |
| Competizione   | Punti | G       | V       | N       | P       | Gf      | Gs      | G            | V            | N            | P            | Gf           | Gs           | G      | V      | N      | P      | Gf     | Gs     | DR  |
| -------------- | ----- | ------- | ------- | ------- | ------- | ------- | ------- | ------------ | ------------ | ------------ | ------------ | ------------ | ------------ | ------ | ------ | ------ | ------ | ------ | ------ | --- |
| Super League   | 59    | 18      | 12      | 3       | 3       | 37      | 20      | 18           | 5            | 5            | 8            | 15           | 22           | 36     | 17     | 8      | 11     | 52     | 42     | +10 |
| Coppa Svizzera | -     | 1       | 1       | 0       | 0       | 3       | 0       | 3            | 2            | 0            | 1            | 5            | 2            | 4      | 3      | 0      | 1      | 8      | 2      | +6  |
| Coppa UEFA     | -     | 2       | 1       | 1       | 0       | 4       | 3       | 2            | 1            | 1            | 0            | 3            | 1            | 4      | 2      | 2      | 0      | 7      | 4      | +3  |
| Totale         | 59    | 21      | 14      | 4       | 3       | 44      | 23      | 23           | 8            | 6            | 9            | 23           | 25           | 44     | 22     | 10     | 12     | 67     | 48     | +19 |

### Andamento in campionato
| Giornata  | 1 | 2 | 3 | 4 | 5 | 6 | 7 | 8 | 9 | 10 | 11 | 12 | 13 | 14 | 15 | 16 | 17 | 18 | 19 | 20 | 21 | 22 | 23 | 24 | 25 | 26 | 27 | 28 | 29 | 30 | 31 | 32 | 33 | 34 | 35 | 36 |
| --------- | - | - | - | - | - | - | - | - | - | -- | -- | -- | -- | -- | -- | -- | -- | -- | -- | -- | -- | -- | -- | -- | -- | -- | -- | -- | -- | -- | -- | -- | -- | -- | -- | -- |
| Luogo     | C | T | C | T | C | T | T | C | T | T  | C  | T  | C  | T  | C  | C  | T  | C  | C  | T  | C  | C  | T  | T  | C  | T  | C  | T  | C  | T  | C  | C  | T  | T  | C  | T  |
| Risultato | N | N | V | P | V | V | P | P | P | N  | V  | P  | V  | P  | V  | V  | V  | V  | P  | P  | V  | V  | N  | N  | V  | V  | N  | N  | V  | V  | N  | V  | P  | V  | P  | P  |
| Posizione | 2 | 4 | 4 | 4 | 4 | 5 | 5 | 5 | 6 | 6  | 5  | 6  | 6  | 6  | 6  | 6  | 6  | 6  | 6  | 6  | 6  | 5  | 5  | 5  | 5  | 3  | 3  | 3  | 3  | 3  | 3  | 3  | 3  | 3  | 3  | 4  |

Legenda:

Luogo: C = Casa; T = Trasferta. Risultato: V = Vittoria; N = Pareggio; P = Sconfitta.

### Statistiche dei giocatori
| Giocatore       | Super League | Super League | Super League | Super League | Coppa UEFA | Coppa UEFA | Coppa UEFA  | Coppa UEFA | Totale   | Totale | Totale      | Totale     |
| Giocatore       | Presenze     | Reti         | Ammonizioni  | Espulsioni   | Presenze   | Reti       | Ammonizioni | Espulsioni | Presenze | Reti   | Ammonizioni | Espulsioni |
| --------------- | ------------ | ------------ | ------------ | ------------ | ---------- | ---------- | ----------- | ---------- | -------- | ------ | ----------- | ---------- |
| D. Aebi         | 0            | 0            | 0            | 0            | 0          | 0          | 0           | 0          | 0        | 0      | 0           | 0          |
| Y. Aziawonou    | 5            | 0            | 0            | 0            | 1          | 0          | 0           | 0          | 6        | 0      | 0           | 0          |
| T. Calvano      | 33           | 0            | 7            | 1            | 4          | 0          | 1           | 0          | 37       | 0      | 8           | 1          |
| D. Chiumiento   | 17           | 1            | 1            | 1            | 0          | 0          | 0           | 0          | 17       | 1      | 1           | 1          |
| D. Delfim       | 10           | 0            | 0            | 0            | 4          | 0          | 0           | 0          | 14       | 0      | 0           | 0          |
| J. Frimpong     | 4            | 2            | 0            | 0            | 0          | 0          | 0           | 0          | 4        | 2      | 0           | 0          |
| S. Gohouri      | 16           | 3            | 0            | 0            | 4          | 0          | 2           | 0          | 20       | 3      | 2           | 0          |
| M. Gritti       | 7            | 0            | 0            | 0            | 0          | 0          | 0           | 0          | 7        | 0      | 0           | 0          |
| X. Hochstrasser | 17           | 1            | 2            | 0            | 1          | 0          | 0           | 0          | 18       | 1      | 2           | 0          |
| R. Hodel        | 29           | 0            | 8            | 0            | 4          | 0          | 0           | 0          | 33       | 0      | 8           | 0          |
| T. Häberli      | 32           | 10           | 5            | 0            | 4          | 1          | 0           | 0          | 36       | 11     | 5           | 0          |
| T. Kallio       | 15           | 0            | 1            | 0            | 0          | 0          | 0           | 0          | 15       | 0      | 1           | 0          |
| E. Kavak        | 13           | 0            | 0            | 0            | 0          | 0          | 0           | 0          | 13       | 0      | 0           | 0          |
| F. Madou        | 8            | 1            | 0            | 0            | 0          | 0          | 0           | 0          | 8        | 1      | 0           | 0          |
| J. Magnin       | 11           | 0            | 1            | 0            | 2          | 0          | 0           | 0          | 13       | 0      | 1           | 0          |
| M. Marcos       | 27           | 7            | 2            | 0            | 4          | 2          | 0           | 0          | 31       | 9      | 2           | 0          |
| L. Miličević    | 12           | 0            | 1            | 1            | 2          | 0          | 1           | 0          | 14       | 0      | 2           | 1          |
| I. N'Ganga      | 4            | 0            | 0            | 0            | 0          | 0          | 0           | 0          | 4        | 0      | 0           | 0          |
| J. Paulo        | 14           | 4            | 0            | 0            | 2          | 1          | 0           | 0          | 16       | 5      | 0           | 0          |
| M. Portillo     | 2            | 0            | 0            | 1            | 2          | 0          | 0           | 0          | 4        | 0      | 0           | 1          |
| M. Raimondi     | 35           | 4            | 1            | 0            | 4          | 1          | 0           | 0          | 39       | 5      | 1           | 0          |
| D. Redzepi      | 1            | 0            | 0            | 0            | 0          | 0          | 0           | 0          | 1        | 0      | 0           | 0          |
| C. Schwegler    | 32           | 1            | 5            | 0            | 2          | 0          | 1           | 0          | 34       | 1      | 6           | 0          |
| G. Sermeter     | 2            | 0            | 0            | 0            | 1          | 1          | 0           | 0          | 3        | 1      | 0           | 0          |
| J. Shi          | 17           | 3            | 4            | 0            | 2          | 0          | 0           | 0          | 19       | 3      | 4           | 0          |
| J. Simpson      | 4            | 0            | 0            | 0            | 1          | 0          | 0           | 0          | 5        | 0      | 0           | 0          |
| C. Varela       | 25           | 4            | 10           | 1            | 3          | 0          | 2           | 0          | 28       | 4      | 12          | 1          |
| M. Wölfli       | 31           | 0            | 1            | 2            | 4          | 0          | 0           | 0          | 35       | 0      | 1           | 2          |
| H. Yakın        | 31           | 10           | 9            | 0            | 3          | 1          | 0           | 0          | 34       | 11     | 9           | 0          |
| G. Yapi Yapo    | 23           | 1            | 4            | 1            | 0          | 0          | 0           | 0          | 23       | 1      | 4           | 1          |
| K. Zayatte      | 18           | 0            | 3            | 0            | 0          | 0          | 0           | 0          | 18       | 0      | 3           | 0          |